# Канон Бич (Орегон)
Канон Бич (енгл. Cannon Beach) град је у америчкој савезној држави Орегон.

## Демографија
По попису из 2010. године број становника је 1.690, што је 102 (6,4%) становника више него 2000. године.
| Група             | 2000.         | 2010.         |
| Белци             | 1.383 (87,1%) | 1.431 (84,7%) |
| Афроамериканци    | 3 (0,2%)      | 2 (0,1%)      |
| Азијати           | 5 (0,3%)      | 7 (0,4%)      |
| Хиспаноамериканци | 167 (10,5%)   | 215 (12,7%)   |
| Укупно            | 1.588         | 1.690         |